# Monte Taibai
El monte Taibai (en chino, 太白; pinyin, Tàibái; literalmente, ‘Gran Blancura’) es una montaña situada en la frontera entre los condados de Mei, Taibai y Zhouzhi, en el suroeste de la provincia china de Shaanxi. El punto más alto del monte, la Torre Baxian (chino: 拔仙台), se eleva a una altitud de 3750 m y es el más alto de la cordillera de Qinling, así como de la cuenca entre el río Han y el río Wei. El monte Taibai es también la montaña más alta del este de China.

## Historia
Durante el reinado de los legendarios y moralmente perfectos Tres Soberanos (c. 2852-2070 a. C.), el monte Taibai fue llamado Montaña de los Bienes Ricos (pinyin: Dun Wu Shān). Durante la dinastía Xia (c. 2070-1600 a. C.) se conocía como el monte Tai Yi, en referencia a la estrella más brillante de la astrología china con todas las demás estrellas orbitando a su alrededor. En el taoísmo, Tai Yi es una deidad suprema y la montaña su representación física. Además, Tai Yi simboliza a Tai Ji, el dios que representa el equilibrio y la armonía. Fue Tai Ji quien dio origen a todo y por tanto ocupa un lugar destacado en el taoísmo. El Shui Jing Zhu registra: "Durante la época del emperador Wu de Han, ya existía un templo taoísta en el monte Taibai que estaba dedicado a Gu Chun, un hombre registrado en el Lie Xian Zhuan (chino 列仙传). La obra de la dinastía Tang Lu Yi Ji (chino: 錄異記) dice: "La Esencia de la Estrella Dorada cayó sobre el oeste del pico principal de Zhongnan, por lo que se tituló Montaña Taibai". Aquí, el espíritu de la Estrella Dorada se transformó en un magnífico jade blanco. Desde entonces, la montaña se conoce como Taibai Shan, literalmente Gran (Tài) Montaña Blanca (Bái) (Shān) y Taibai es un antiguo nombre chino para el planeta Venus. El nombre del monte Taibai también hace referencia a la nieve permanente que cubre la cumbre del que es el pico más alto de la cordillera Qin. El gran poeta Li Bai escribió en su poema gufeng "Qué vasto es el gran Taibai / Las estrellas a través de sus laderas desplegadas / Desde el Cielo se alza trescientas li / Desde la Tierra Mortal tan lejos".

## Grotto-Heaven
Los taoístas creen que las montañas sagradas están interconectadas a través de una red subterránea de dong tien, o cielos grotto, donde dong significa "penetrar en algo" y tien se refiere al cielo. Desde el siglo IV, las grutas-cuevas eran lugares donde el cielo y la tierra se tocaban. Al entrar en una gruta-cielo se penetra en lo más profundo de la montaña y se llega al mundo de los inmortales: se entra en "el más allá interior". El monte Taibai tiene decenas de grutas-cielos. Uno de los cielos gruta se llama Lugar del Encanto y la Belleza (pinyin: Bieyou Dong Tien). Bieyou también hace referencia a un célebre poema "Pregunta y respuesta en la montaña" del gran poeta Li bai: "Me preguntas por qué habito en estas verdes montañas / Pero sonrío sin respuesta, sólo una mente fácil / El río se aleja en silencio / Llevando las flores de melocotón caídas / Aquí hay otro mundo, pero no el mundo del hombre". Flores de melocotón se refiere al legendario Valle de las Flores de Melocotón, donde en lo profundo de las montañas, en "un mundo diferente", viven personas felices (inmortales) que no saben nada de nuestra existencia.
En 1933, Yu Youren, estadista del Partido Nacionalista Chino, poeta y calígrafo, visitó el Lugar del Encanto y la Belleza y escribió muchos poemas allí, incluido uno tallado en una roca que todavía se puede ver hoy, justo al lado de la gruta del cielo: "El Buda durmiente es agradable / Una vez dormido, todos los problemas se han ido / Quiero venir a dormir aquí / Pero quién cuidará el país".

## Tres dioses del monte Taibai
Cada montaña sagrada tiene su propio dios o varios dioses, y el monte Taibai no es una excepción. Los dioses chinos suelen ser figuras históricas, como Lao Zi, que son elevadas a dioses primero por su popularidad entre la gente común y luego por el emperador gobernante. Por ello, las historias sobre el origen de los tres dioses del monte Taibai se remontan a mucho tiempo atrás. La más antigua habla de un hombre de Li Yang llamado Gu Chun, que significa "Valle de la Primavera", que vivía en lo más profundo de los bosques del monte Taibai durante la dinastía Han (206 a. C.- 220 d. C.). Cuando murió, su familia lo enterró pero durante la noche su cuerpo se levantó y lo vieron salir. Los residentes locales creyeron entonces que era el dios del monte Taibai y le construyeron un templo, llamándolo Templo Taibai (y a veces Gu Chun). Historias más recientes hablan no sólo de uno, sino de tres dioses de Taibai porque, durante la dinastía Yuan (1271-1368), había tres lagos en Taibai Shan. Estos lagos eran venerados por su agua y su efecto refrescante y estaban representados por los tres dioses de Taibai, que eran conocidos como Ku Ji (Alivio del sufrimiento), Hui Min (Beneficio del pueblo) y Ling Ying (Respuestas iluminadoras). Los residentes locales, sin embargo, llamaban a los tres dioses Da A Fu (La Gran Fortuna), Er A Fu (La Segunda Fortuna) y San A Fu (La Tercera Fortuna). Pero según el poeta y político Yu Youren, los tres dioses de Taibai son Yao, Shun y Yu, o los tres semidioses Tierra, Cielo y Agua de la leyenda china. Y según el antiguo maestro Ren Fa Rong, los tres dioses Taibai son Bo Yi, Shu Qi y Zhou Ben de la dinastía Shang (siglos XVII-XI a. C.). Bo Yi y Shu Qi eran dos príncipes del Reino de Gu Zhu y Zhou Ben era un general. El rey nombró a Shu Qi príncipe heredero a pesar de que Shu Qi era sólo el tercer hijo y Bo Yi el mayor. Después de que el anciano rey muriese, Shu Qi le pidió a Bo Yi que fuera el nuevo rey pero Bo Yi dijo: "No debemos resistirnos a la voluntad de nuestro padre", y huyó al monte Taibai. Shu Qi no creyó oportuno que él mismo sucediera en el trono a su padre, ya que la tradición dictaba que el trono debía ser heredado por el hijo mayor. Por tanto, cedió el trono al hijo mediano, Ya Ping, y huyó tras Bo Yi al monte Taibai. Cuando la dinastía Zhou derrocó a la dinastía Shang, los dos hermanos creyeron que no era correcto que un señor vasallo como el duque de Zhou arrebatara el reino a su legítimo gobernante. Después de que les dijeran que "todo bajo el cielo pertenece ahora al rey de Zhou", se negaron a volver a comer y murieron de hambre en el monte Taibai. Zhou Ben, el general, eligió el mismo destino. Al enterarse de sus muertes, el sabio ministro de la dinastía Zhou, Jiang Ziya, convirtió a los tres hombres en dioses locales del monte Taibai por su gran virtud y sentido de la rectitud. Otros afirman que el tercer dios no es Zhou Ben sino Li Bai, el famoso poeta. Durante la dinastía Qing del siglo XVIII, la provincia de Shaanxi solicitó la aprobación del emperador para incorporar a los dioses de Taibai a las celebraciones oficiales de la provincia. Esto no se produjo inmediatamente. En 1774, el año 39 del emperador Qianlong, la provincia de Shaanxi volvió a pedir el consentimiento y esta vez se lo concedieron. Como resultado, los dioses de Taibai —que anteriormente eran meros duques— adquirieron el título oficial de rey.

## Templo de Tiejia
A medio camino del monte Taibai, a unos 1500 m, se encuentra el Templo Ecológico Taoísta de Tiejia. En el lugar exacto en el que hoy se encuentra el Templo Ecológico Taoísta de Tiejia se encontraba el antiguo Tiejiashu, oculto entre el follaje de árboles centenarios. El templo Tiejiashu se construyó en la época de la dinastía Han (206 a. C.-220) y permaneció allí hasta la Revolución Cultural. Era uno de los templos más antiguos dedicados a los dioses del monte Taibai y el primer templo en la ruta que seguían los peregrinos por la cara sur de la montaña. Junto al Templo Ecológico Taoísta de Tiejia se encuentra el Centro de Educación Ecológica. El respeto a la naturaleza siempre ha estado profundamente arraigado en el pensamiento taoísta y es crucial para China en la actual era de crisis ecológica. A través del Centro de Educación Ecológica, los monjes taoístas del Templo Ecológico Taoísta de Tiejia organizan reuniones y programas de formación diseñados para ayudar a la gente a pensar en términos de sostenibilidad, no sólo a los visitantes locales sino también a los monjes de otros templos.

## Reserva natural
En 1965 el monte Taibai se convirtió en el centro de una nueva Reserva Natural que abarca las 56 325 hectáreas circundantes, con el propósito de proteger su ecosistema de zona templada cálida. El monte Taibai tiene un clima templado cálido, templado, templado fresco y alpino. La flora y la fauna de Taibai son bastante diversas, con especies tanto del norte como del sur de China coexistiendo de forma única en la región.
La base de la montaña se compone de piedra cubierta por suelo de loess amarillo, mientras que las elevaciones medias de la montaña están cubiertas de árboles resistentes y espectaculares afloramientos rocosos. Las elevaciones más altas de la montaña contienen restos de glaciares, circos, picos, aulacógenos y morrenas, que han demostrado ser de gran utilidad para la investigación geológica.

## Medio ambiente
La flora de los climas subtropical y templado cálido habita en zonas de Taibai. Debido a los rápidos ascensos de la montaña, también se encuentran en las mismas zonas plantas de clima templado medio y de clima alpino. Dentro de los límites de la Reserva Natural se encuentran más de 1700 tipos diferentes de plantas con semilla, lo que supone aproximadamente el 60 % de la flora de la cordillera de Qinling. Entre la flora se encuentran muchas especies chinas protegidas de segundo y tercer nivel, como el vino chuan-guo  (Sinofranchetia), Eucommia, Kingdonia, Dipteronia sinensis, Cercidiphyllum japonicum, Euptelea pleiosperma, Acer miaotaiense, Trochodendraceae, Sinowilsonia, arcoíris de Taibai (Larix chinensis), cabeza de cuervo de Qinling (Aconitum lioui), cicuta china, Populus purdomii, Circaeasteraceae y peonía moteada de púrpura (Paeonia rockii), entre otras. Cerca de 40 tipos de animales habitan el área, así como 230 especies de aves y varias especies de anfibios.
El Parque Forestal Nacional Mount Taibai se encuentra dentro de los límites de Tanggu en el condado de Mei, Shaanxi.

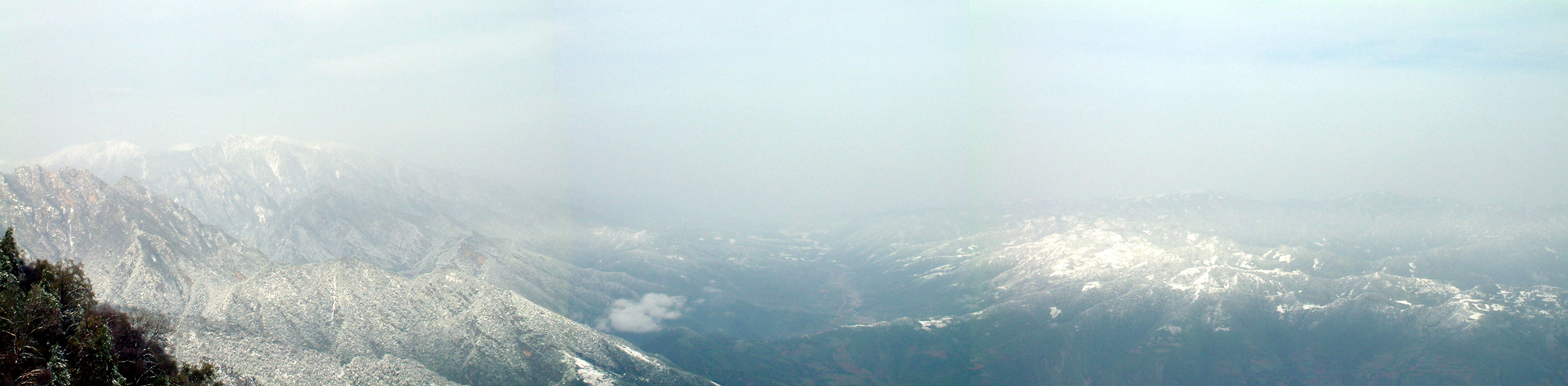
Panorámica a vuelo de pájaro, tomada desde el Templo Bodhisattva a 2300 m.

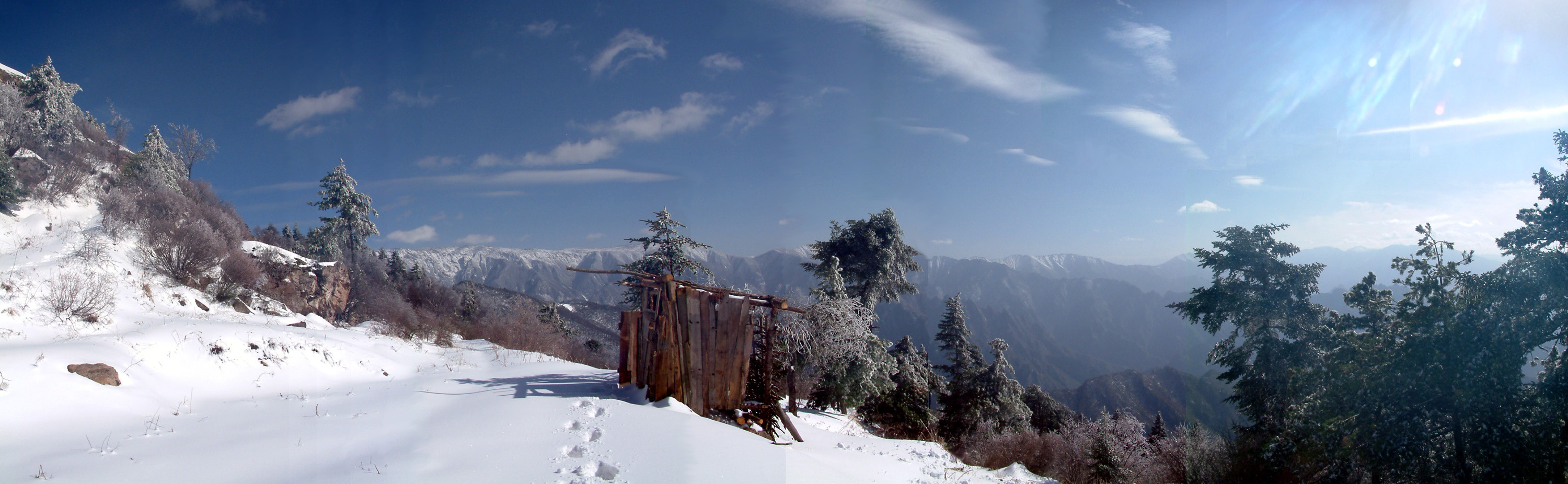
Un panorama en el corazón de Taibai (con una pequeña cabaña en el centro), tomado del Palacio Doumu, elev. 2900m.